# Bibliothèque commémorative Pettes
La Bibliothèque commémorative Pettes est une bibliothèque située dans le village de Knowlton, au Québec (Canada). Inaugurée le 7 mars 1894, est la première bibliothèque publique gratuite en milieu rural du Québec. Elle est nommée d'après madame Narcissa Farrand Pettes, qui en a fait don au village de Knowlton.  

## Description
La Bibliothèque commémorative Pettes a pour mission d’offrir gratuitement, en français et en anglais, «un large éventail de connaissances, d’idées, de renseignements et d’expressions de l’imaginaire créatif de l’humanité». Elle a une collection composée de livres, livres numériques, livres audio, revues, de séries télévisées et de films.
Elle est régie par un conseil d’administration et dessert une population de plus de 6 000 habitants. Les fonds de fonctionnement proviennent du gouvernement provincial, de la ville de Lac-Brome, mais aussi beaucoup de dons de sociétés privées, d’organismes et de particuliers, en plus d’activités de financement comme la vente annuelle de livres. Elle compte aussi sur l’aide d’une trentaine de bénévoles.
Depuis 2003, la bibliothèque tient au mois de décembre le programme « Amendes gourmandes » (Food for Fines en anglais). Ce programme permet de rembourser tous frais au dossier de l’abonné par un don monétaire ou un don en denrées non périssables (d’un montant équivalent ou supérieur), don qui est remis à la banque alimentaire de Lac-Brome (Brome Lake Food Bank). Ce programme a connu un succès tel la première année que l’année suivante le conseil d’administration annonce qu’il devient une tradition annuelle, en mémoire de la bibliothécaire qui l’avait créé, madame Susan Bailey-Godin. 
En 2019, elle inaugure un nouveau programme : la bibliothèque communautaire de semences. Cette bibliothèque a pour but de « promouvoir la sécurité alimentaire et d’encourager une culture d’échange ». Le fonctionnement est simple: Les gens « empruntent » des semences à la bibliothèque. Ils les plantent dans leur jardin et les font grandir. Lorsque les plantes arrivent à maturité, ils récoltent de nouvelles semences et les donnent à la bibliothèque qui peut les redistribuer.

## Historique

### Construction
L’histoire de la bibliothèque est intimement liée à la famille Pettes, particulièrement à madame Narcissa Farrand Pettes. 

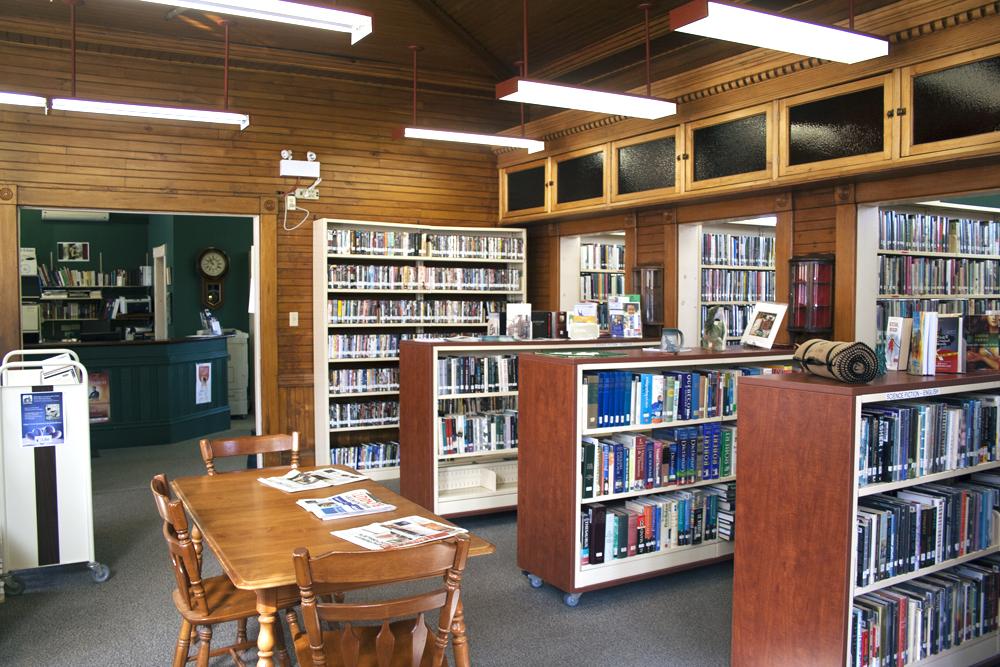
Accueil et rayonnage de la bibliothèque.

Le 20 octobre 1889, à quelques semaines de son 45e anniversaire de mariage, Nathaniel Pettes, meurt à l’âge de 73 ans. Sa veuve, Narcissa Farrand Pettes se retrouve seule, la fille unique du couple, Mary Louise, étant morte en 1866 à l’âge de 19 ans. Au cours de l’année suivante, Mme Farrand Pettes visite plusieurs villes américaines. De ces visites, elle acquiert la conviction que la meilleure façon d’honorer la mémoire de son défunt mari est de lui construire une bibliothèque dans son village, Knowlton. Le village compte alors moins de 1000 personnes.

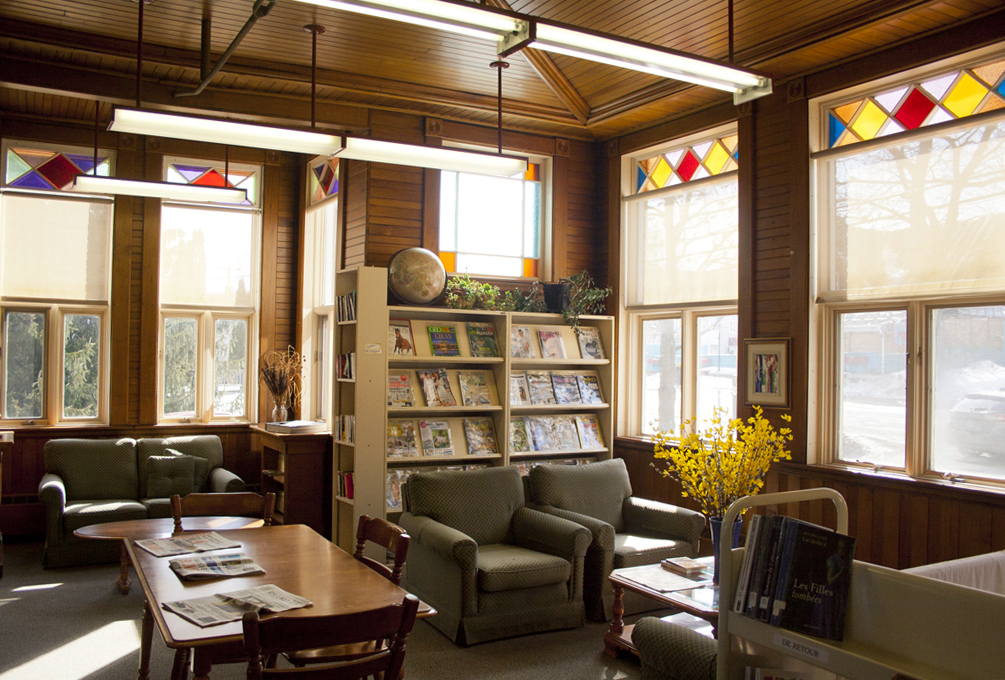
Coin lecture de la bibliothèque.

Le 29 mai 1891, Jeremiah C. Pettes, frère de Nathaniel, acquiert un terrain pour la somme de 1 500$. Le jour même, il le revend au même prix, sans le moindre profit, à sa belle-sœur Narcissa.
En 1892, Austin W. Pettes, le fils de Jeremiah, devient le superviseur des travaux du bâtiment et le conseiller financier de sa tante. Il engage l’architecte George D. Storey de Newport au Vermont pour la création de plans et de devis. Le 27 avril 1893, le contrat de construction de la bibliothèque est signé entre l’architecte et la future propriétaire du lieu, madame Narcissa Farrand, pour le montant de 6 975$, excluant l’ameublement.
À l’automne 1893, elle envoie une lettre à des membres de sa famille et à des amis de son défunt mari, leur demandant de bien vouloir faire partie du futur conseil d’administration responsable de la bibliothèque : 
« Ayant le désir de perpétuer à jamais la mémoire de mon défunt mari qui, comme je le sais, était un cher ami de vous tous, j’en suis venu à la conclusion que je ne pouvais mieux faire que de dévouer une partie des biens qu’il plût à Dieu de nous donner, qu’en établissant une bibliothèque publique gratuite et une salle de lecture, ouvertes à toute personne honnête et respectable, sans distinction de rang ou de condition, ainsi qu’une salle de conférence — le tout pour la diffusion de tous savoirs utiles. Je désire que vous, messieurs, en soyez les premiers administrateurs, fonction que je crois vous accepteraient ; une demande devra être faite à la prochaine session législative pour que vous vous incorporiez sous le nom Pettes Memorial qui est le nom que je souhaite donner à l’établissement. »(traduction libre)

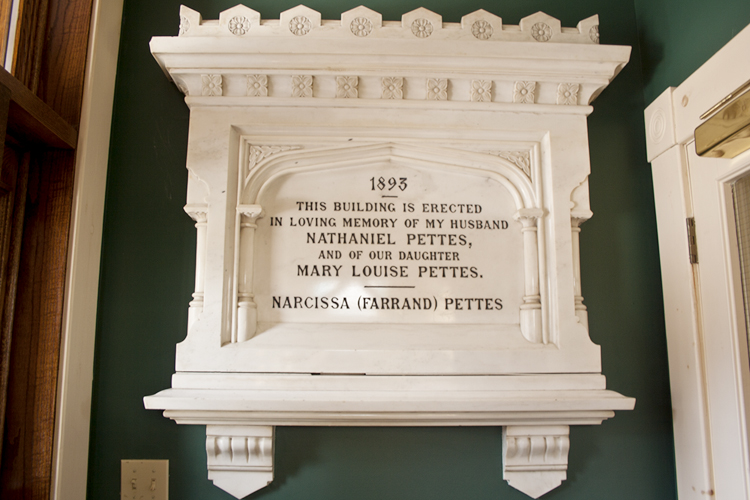
Plaque commémorative en marbre, à l'entrée du bâtiment.

L’intention d’incorporer la Pettes Memorial est transmise par le procureur J.E. Fay, le 28 octobre 1893, alors que la construction du bâtiment est encore en cours. La demande est faite aux noms des requérants Jeremiah. C. Pettes (qui sera le premier président et ce, jusqu'à sa mort), William Warren Lynch, Hiram Sewell Foster, Austin W. Pettes, Azra H. Chandler, Sydney A. Fisher et Rufus N. England qui formeront le premier conseil d’administration.
Le 8 janvier 1894, le Lieutenant-Gouverneur Joseph-Adolphe Chapleau sanctionne la Loi constituant en corporation l’institution Pettes Memorial. La bibliothèque est légalement créée.

### Inauguration
L’ouverture officielle à lieu le 7 mars 1894. Le bâtiment, recouvert de briques cuites provenant de D.G. Loomes de Sherbrooke, possède un appareil de chauffage à la vapeur permettant de garder « une température de 70 degrés F. lorsque la température extérieure serait de 10 degrés F. sous zéro ». Les murs et toits sont recouverts d’épinette et l’éclairage est à l’électricité. À l’entrée, une plaque de marbre est apposée. Il est inscrit « 1893 — Ce bâtiment est érigé à la douce mémoire de mon mari Nathaniel Pettes, et de notre fille Mary Louise Pettes. – Narcissa (Farrand) Pettes » (traduction libre).
La journée de l’inauguration, madame Farrand Pettes refait son testament et « donne la Pettes Memorial à la population de Knowlton et du Canton de Brome ». Elle y spécifie que les futurs administrateurs doivent respecter deux conditions. Ils doivent : « 1. Être propriétaires-résidents, de sexe masculin ou féminin, dans la municipalité dudit village de Knowlton ou dudit Canton de Brome, ou sur le territoire à présent couvert par ces deux municipalités, et 2. Être de bonne moralité et professer la foi protestante.» Cette dernière condition sera levée en 1976, à la suite de la promulgation de nouvelles lois par le Gouvernement du Québec interdisant ce genre de discrimination.
Le 13 novembre 1912, Narcissa Farrand Pettes meurt à l'âge de 91 ans. En plus de la bibliothèque, elle lègue 15 000$ (soit environ 335 000$ en dollars de 2019) afin de payer l’entretien du bâtiment, les frais courants et le salaire du bibliothécaire pour de nombreuses années suivant son décès. 

## Changement de nom
Le 11 janvier 1986, Pettes Memorial change de nom et devient la Bibliothèque commémorative Pettes — Pettes Memorial Library.